# De Nios Vinterpris
Le De Nios Vinterpris est un prix littéraire suédois.
D'un montant de 100 000 couronnes (en 2024), le prix est décerné par la De Nios Society. Le prix est toujours décerné sans justification et est décerné depuis 1976.

## Lauréats du prix
- 1976 : Anna Rydstedt
- 1977 : Maj-Britt Eriksson
- 1978 : Britt G. Hallqvist

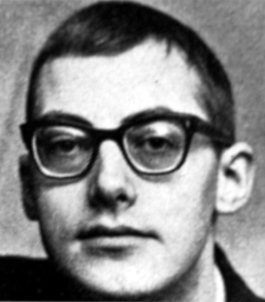
Björn Håkanson, lauréat 1992?

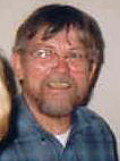
Bengt Pohjanen, lauréat 2008.

Marie Norin, lauréate 2022.

- 1980 : Karl Rune Nordkvist, Per Agne Erkelius
- 1981 : Per Erik Wahlund
- 1982 : Gunnar Adolfsson
- 1983 : Birger Norman
- 1984 : Sven Rosendahl
- 1985 : Kerstin Strandberg
- 1989 : Lennart Hagerfors
- 1990 : Per Agne Erkelius
- 1991 : Siv Arb
- 1992 : Carl-Erik af Geijerstam, Björner Torsson, Björn Håkanson
- 1993 : Eva Ström
- 1994 : Gunnar D. Hansson, Lars Lundkvist, Jesper Svenbro
- 1995 : Ole Söderström, Claes Hylinger, Bruno K Öijer
- 1996 : Mare Kandre, Birgitta Lillpers, Jacques Werup
- 1997 : Margareta Ekström, Rolf Aggestam, Margareta Garpe, Ola Larsmo, Marie Lundquist
- 1998 : Arne Johnsson, Peter Kihlgård
- 1999 : Per Helge, Märta Tikkanen, Bengt Söderbergh, Bengt Berg
- 2000 : Bernt Erikson, Aris Fioretos, Ingrid Kallenbäck, Petter Lindgren, Lars Mikael Raattamaa, Åke Smedberg
- 2001 : Kjell Westö, Gunnel Ahlin, Kristian Lundberg, Arne Törnqvist
- 2003 : Gabriela Melinescu, Thomas Tidholm
- 2004 : Heidi von Born, Magnus Hedlund, Carl-Johan Malmberg
- 2005 : Anne-Marie Berglund, Cecilia Davidsson, Ulf Peter Hallberg, Anders Paulrud, Fredrik Sjöberg
- 2006 : Eva Mattsson, Olle Thörnvall
- 2008 : Kristoffer Leandoer, Cilla Naumann, Bengt Pohjanen, Carina Rydberg
- 2009 : Christine Falkenland, Ellen Mattson
- 2010 : Eva Adolfsson, Håkan Sandell
- 2011 : Magnus Dahlström, Magnus Florin, Oline Stig, Sara Stridsberg
- 2012 : Anna Hallberg, Björn Runeborg
- 2013 : Blå Tåget (Tore Berger, Leif Nylén, Torkel Rasmusson), Rose Lagercrantz, Vibeke Olsson
- 2014 : Johannes Anyuru
- 2015 : Peter Cornell, Anna-Karin Palm, Jerker Virdborg
- 2016 : Jonas Brun, Helena Granström, Aino Trosell
- 2017 : Catharina Gripenberg, Kerstin Norborg, Elisabeth Rynell
- 2018 : Lotta Olsson, Jenny Tunedal
- 2019 : Ralf Andtbacka, Elise Karlsson, Monica Lauritzen, Jörgen Lind, Andrea Lundgren, Ingela Strandberg
- 2020 : Håkan Anderson, Josefin Holmström et Sven Olov Karlsson
- 2021 : Linda Boström Knausgård, Stefan Jonsson, Helga Krook, Lina Wolff
- 2022 : Tatjana Brandt, Örjan Gerhardsson, Jasim Mohamed, Marie Norin et Ingrid Svensson
- 2023 : Erik Andersson, Mikael Berglund, Athena Farrokhzad, Carina Rydberg
- 2024 : Annelie Bränström-Öhman, Peter Lucas Erixon, Pär Hansson, Pamela Jaskoviak, Kennet Klemets, Andreas Lundberg et Niklas Schiöler